# Cacimbinhas
Cacimbinhas, amtlich portugiesisch Município de Cacimbinhas, ist eine Kleinstadt im brasilianischen Bundesstaat Alagoas. Sie ist 177 km landeinwärts von der Hauptstadt Maceió entfernt. Auf rund 281,7 km² lebten laut Schätzung des IBGE 2024 10.701 Einwohner, die Cacimbenser (portugiesisch cacimbenses) genannt werden.
Der Ort war um 1830 zunächst nur ein Lagerplatz im Wald. Am 19. September 1958 erhielt er Stadtrechte als Munizip. Cacimbinhas liegt in der wirtschaftsgeographischen Großregion Região Nordeste, das Biom ist Agreste.